# Mukařov (Kelet-prágai járás)
Mukařov település Csehországban, a Kelet-prágai járásban. Mukařov Vyžlovka, Babice, Louňovice, Svojetice, Doubek, Štíhlice és Tehovec településekkel határos. Lakosainak száma 2997 fő (2024. január 1.).

## Népesség
A település lakosságának változását az alábbi diagram mutatja:
| Lakosok száma | 412  | 447  | 610  | 782  | 1033 | 1232 | 2427 | 2577 | 2772 | 2997 |
|               | 1869 | 1890 | 1921 | 1950 | 1980 | 2001 | 2017 | 2019 | 2022 | 2024 |